# Farad
Farad (znak: F) mjerna je jedinica za kapacitet u Međunarodnom sustavu jedinica. Nazvana je u čast Michaela Faradaya pa se ubraja u izvedene jedinice SI s posebnim nazivima i znakovima.

## Definicija
Kondenzator ima kapacitet od jednog farada kada jedan kulon razdvojenog naboja na njegovim izvodima stvori razliku potencijala od jednog volta. Ekvivalentni izraz izveden iz osnovnih jedinica SI glasi:
{\displaystyle {\mbox{F}}={\mbox{C}}\cdot {\mbox{V}}^{-1}={\mbox{m}}^{-2}\cdot {\mbox{kg}}^{-1}\cdot {\mbox{s}}^{4}\cdot {\mbox{A}}^{2}}.

## Decimalne jedinice
- femtofarad, 1 fF = 10−15 F
- pikofarad, 1 pF = 10−12 F
- nanofarad, 1 nF = 10−9 F
- mikrofarad, 1 μF = 10−6 F
- milifarad, 1 mF = 10−3 F
- kilofarad, 1 kF = 103 F

Kako je farad vrlo velika jedinica, vrijednosti kondenzatora su obično u području mikrofarada (μF), nanofarada (nF), ili pikofarada (pF). Milifarad se rijetko koristi u praksi, stoga se npr. kapacitet od 4,7·10−3 F obično zapisuje kao 4700 μF. Vrlo male vrijednosti kapaciteta, kao one što se koriste u integriranim krugovima, izražavaju se u femtofaradima. Novim tehnologijama izrade kondenzatora postižu se kapaciteti do veličine kilofarada (kondenzator s dvostrukim slojem, superkondenzator).

## Zanimljivosti
Kondenzatori kapaciteta od jednog farada koriste se za pogon pojačala snage 1000 W kakvo se može vidjeti na izložbama automobila, a zauzima cijelo stražnje sjedalo i prtljažnik. Takvi kondenzatori veličinom i oblikom odgovaraju veličini limenke od 0,5 l. 
Farad se ne smije miješati s jedinicom "faradej", starom jedinicom za električni naboj umjesto koje se danas koristi jedinica kulon.